# Pierre-Mathieu Parein du Mesnil
Pierre-Mathieu Parein du Mesnil, né le 13 décembre 1755 au Mesnil-Aubry (près d'Écouen), où il est mort le 24 mai 1831, est un général écrivain et pamphlétaire français de la Révolution et de l’Empire.

## Biographie
Fils d'un sellier du Mesnil-Aubry, Parein travaille comme copiste chez un avocat de Paris, avant la Révolution. Le 14 juillet 1789, il participe à la prise de la Bastille. Élu au Comité des Vainqueurs de la Bastille pour ses dons d'écriture et ses capacités en matière légale, il devient l'un des porte-paroles des Vainqueurs et, avec l'ingénieur Estienne, l'écrivain et académicien Jean Dusaulx ou l'apprenti-vitrier Jean Antoine Rossignol, l'un des plus actifs et des plus revendicatifs représentants du mouvement parisien, signant les pétitions et les demandes présentées à l'Assemblée nationale au nom des Vainqueurs. Le 16 juin 1790, il fait paraître dans la Chronique de Paris un article sur les cérémonies funéraires organisées en l'honneur de Fausset, un Vainqueur décédé, auxquelles ont assisté 20 000 parisiens.
De même, en 1791, il publie le seul drame consacré à la prise de la Bastille jamais écrit par l'un de ses participants, La Prise de la Bastille, fait historique en trois actes en prose, et mêlé d'ariettes. À la fin de l'ouvrage, on trouve les signatures de plus de soixante autres anciens Vainqueurs, qui confirment l'authenticité des événements décrits. Toutefois, sa pièce est un échec. Refusée par le Théâtre des Italiens, elle est accueillie sans enthousiasme lors des rares occasions où elle est jouée, comme à Rouen en 1795 ; l'auteur est plus habitué à lire et à écrire pamphlets politiques ou des documents administratifs et manque d'expérience littéraire et théâtrale.
Dans le même temps, Parein se lance dans la carrière de pamphlétaire, publiant La Girouette française, ou le Despotisme ressuscité, L’Extrait du charnier des innocents, ou le cri d’un plébéien immolé ou L’Exterminateur des parlements en 1789, Les Crimes des Parlements en septembre 1791, où il se livre à une critique radicale du système judiciaire de l'Ancien Régime, qualifiant les Parlements de « vermine parlementaire », ou de « vampires détestables » et leurs sentences de « crimes ».
Le 29 août 1792, il est nommé commissaire du Conseil exécutif provisoire avec Bouchotte, Momoro, Chaumette et Dufourny, afin d'activer dans les départements voisins de Paris les opérations de la levée des 30 000 volontaires décrétée par l'Assemblée nationale Législative. Il intervient avec Bouchotte dans l'Oise, la Seine-Inférieure et la Somme.
Devenu chef des bureaux de la 4e division du ministère de la Guerre à la fin de 1792, il est proposé le 11 mars 1793 par Vincent à l'assemblée électorale de Paris comme commissaire national près les tribunaux civils du département, élu et désigné pour le tribunal du 4e arrondissement. Toutefois, ne pouvant cumuler ces nouvelles fonctions avec celle du ministère, il y renonce par une lettre lue par Vincent devant l'assemblée le 19 avril.
Entré dans l'armée en mai 1793, Parein est commissaire du pouvoir exécutif en Vendée et préside la commission militaire révolutionnaire de l'armée des côtes de La Rochelle de sa création à Angers par Ronsin, le 10 juillet, au 4 octobre, avant d'être remplacé par Antoine Félix. Nommé général de brigade le 2 octobre 1793, il préside la commission révolutionnaire de Lyon le 29 novembre. Sur proposition des représentants en mission Fouché, Laporte et Meaulle, il est nommé général de division à titre temporaire le 3 mars 1794.
Le 28 mai, il devient chef d'état-major du général Moulin, à l'armée des côtes de Brest. Destitué le 18 octobre 1794, il est emprisonné de mai au 21 septembre 1795. Lors de l'insurrection royaliste du 13 vendémiaire an IV, il participe à la défense de la Convention et est rétabli dans son grade de général de brigade le 25 octobre.
Nommé le 1er janvier 1796 à l'armée des côtes de l'Océan, il est arrêté pour ses liens avec la conjuration des Égaux de Gracchus Babeuf, le 8 mai. Envoyé devant la Haute Cour de Vendôme, il est acquitté le 26 mai 1797. Réintégré le 1er septembre, il retrouve peu après un commandement militaire.
Nommé à l'armée d'Italie le 14 août 1799, il est appelé au Ministère de la Police par Fouché le 9 mai 1800, poste qu'il perd le 22 janvier 1802, au moment de la disgrâce du ministre. Il s'établit alors à Caen. Le 12 juin 1811, il est interné à Caen, et ce jusqu'en 1814.
À sa mort en 1831, il est qualifié de « riche propriétaire », son fils est négociant à Paris, sa fille mariée à un notaire de Sarcelles.